# Kirby's Fun Pak
Kirby's Fun Pak (ook wel Kirby Super Star in de Verenigde Staten) is een computerspel uit 1996, ontwikkeld door HAL Laboratory en uitgegeven door Nintendo voor de Super Nintendo Entertainment System. het spel maakt deel uit van de Kirby-serie van platformspellen van HAL Laboratory. Het spel werd geadverteerd als een spel bestaande uit acht verschillende spellen: zeven korte subsecties met dezelfde basis gameplay, en twee minigames.
Het spel werd later uitgebracht voor de Wii en Wii U Virtual Consoles. Een verbeterde remake getiteld Kirby Super Star Ultra werd uitgebracht voor de Nintendo DS in 2008 en 2009. Nintendo bracht Kirby's Fun Pak in september 2017 opnieuw uit in Japan, de Verenigde Staten en Europa als onderdeel van de Super NES Classic Edition van het bedrijf. Het spel werd op 12 december 2019 uitgebracht op de Nintendo Switch Online-dienst.

## Gameplay
Kirby's Fun Pak is een side-scrolling platformspel. Net als in de vorige delen van de Kirby-serie, bestuurt de speler Kirby om verschillende levels te voltooien terwijl hij obstakels en vijanden vermijdt. Kirby kan lopen of rennen, springen, zwemmen, hurken, glijden, en vijanden of objecten inhaleren om ze als kogels uit te spugen. Hij kan voor een beperkte tijd vliegen door zichzelf op te blazen; tijdens het vliegen kan Kirby niet aanvallen of zijn andere vaardigheden gebruiken, maar hij kan wel een zwak luchtblaasje uitstoten. Door bepaalde vijanden op te eten, kan Kirby 'copy abilities' krijgen, power-ups die hem in staat stellen de eigenschappen van de vijand over te nemen. In Kirby's Fun Pak krijgt Kirby de mogelijkheid om te guarden, zodat hij zichzelf kan verdedigen tegen zwakke aanvallen.
Als Kirby een copy-vaardigheid gebruikt, kan hij een 'Helper' produceren, een personage dat automatisch of door een andere speler bestuurd kan worden. Helpers kunnen net als Kirby continu zweven en bewegen, maar kunnen alleen de copy-vaardigheid gebruiken waarop ze zijn gebaseerd. De speler kan de Helper ook een andere gedaante geven of hem in een noodgeval in een power-up veranderen. De spelerspersonages verliezen health als ze worden geraakt door vijanden of gevaren. Als de Helper al zijn gezondheid verliest, is er een korte tijd voor Kirby om hem een nieuwe kracht te geven voordat hij verdwijnt. Als Kirby al zijn health verliest, verliest de speler een leven. Health kan worden aangevuld door het eten van voedsel verspreid over de levels. Het verliezen van alle levens resulteert in een game over.

### Spelmodi
Kirby's Fun Pak is opgedeeld in zeven kleinere spellen, zes primaire en één supplementaire, naast twee minigames. Hoewel de meeste dezelfde spelmechanismen behouden, hebben ze verschillende verhalen en doelstellingen. Sommige spellen moeten worden vrijgespeeld door andere te spelen, en alle moeten worden uitgespeeld om het spel te voltooien.
- Spring Breeze: een remake van het eerste Kirby-spel, Kirby's Dream Land (1992), met de gameplay-verbeteringen van Kirby's Fun Pak. Kirby moet zich een weg banen naar een kasteel om King Dedede te verslaan, die voedsel heeft gestolen van de inwoners van Dream Land. Verschillende levels uit het origineel zijn samengevoegd, terwijl sommige eindbaasgevechten niet meer in het spel zitten.
- Dyna Blade: Kirby moet Dyna Blade, een gigantische vogel, tegenhouden om de gewassen van Dream Land te redden. Het speltype bestaat uit vier levels die de speler uit moet spelen voordat hij het opneemt tegen Dyna Blade. Er zijn ook twee geheime gebieden die samen alle copy-power-ups bevat, en een mini-baas die over de wereldkaart beweegt.
- Gourmet Race: een racespel waarin Kirby tegen King Dedede racet terwijl hij zo veel mogelijk voedsel eet. Het spel speelt zich af in drie levels van verschillende lengte; wie aan het eind van alle levels de meeste punten heeft verdient, wint, met 30 bonuspunten voor degene die als eerste elke race voltooit. Spelers kunnen kiezen om te racen tegen King Dedede of een 'ghost' (de beste poging van de speler om te racen), of gewoon alleen racen voor de snelste tijd.
- The Great Cave Offensive: een metroidvania-avonturenspel waarin Kirby in een enorme grot op zoek gaat naar een schat. Er zijn 60 schatkisten verborgen in vier gebieden. Sommige schatten verwijzen naar andere Nintendo-franchises, zoals de Triforce (The Legend of Zelda), de helm van Captain Falcon (F-Zero) en Mr. Saturn (EarthBound); andere verwijzen naar waardevolle voorwerpen die voorkomen in rollenspellen, zoals Orichalcum.
- Revenge of Meta Knight: een verhaalgedreven speltype waarin Kirby probeert Meta Knight te stoppen, die probeert Dream Land over te nemen en een einde te maken aan de luie levensstijl van de inwoners door binnen te vallen in zijn kenmerkende luchtschip, het vliegende slagschip Halberd. Elk level heeft een tijdslimiet, en Kirby verliest een leven als de speler niet op tijd klaar is. De Halberd loopt na elk level schade op, en een meter onder in het scherm geeft de status van het schip aan. De speler vecht tegen talrijke bazen, en het speltype culmineert in een achtervolging om aan de vallende Halberd te ontsnappen, nadat Kirby erin slaagt het gevechtsschip te laten neerstorten.
- Milky Way Wishes: het grootste speltype in het spel. Omdat de zon en de maan rond de planeet Popstar vechten, vertelt een narachtig wezen genaamd Marx Kirby dat hij over negen planeten moet reizen om de gigantische wens-vervullende komeet-klok Nova te herstellen. In tegenstelling tot de andere speltypen, kan Kirby geen kopieervaardigheden gebruiken; in plaats daarvan verzamelt hij 'Copy Essence Deluxes'. Eenmaal in Kirby's bezit, kunnen ze de speler in staat stellen om een copy-vaardigheid uit een lijst te selecteren en worden ze permanent bewaard. Het speltype bevat ook scrollende shooter levels. Uiteindelijk wil Marx, die het meesterbrein achter het conflict was, Nova de controle over Popstar geven, maar Kirby houdt hem tegen.
- The Arena: een boss attack modusdie de speler uitdaagt om elke boss in het spel te bevechten met slechts één leven en een vrije selectie van power-ups aan het begin van het spel. De speler kan zijn health tussen de rondes door tot vijf keer totaal aanvullen, en krijgt twee willekeurige power-ups. Het voltooien van de Arena ontgrendelt een geluidstest, die de geluidseffecten en soundtrack van het spel ontgrendeld.
- Sub-games: twee minigames die singleplayer of multiplayer gespeeld kunnen worden. Het gaat om Samurai Kirby, een timingspel dat doet denken aan een minigame uit Kirby's Adventure (1993), en Megaton Punch, waarin spelers op een planeet moeten slaan om een grotere scheur te maken dan hun tegenstander.

## Ontwikkeling

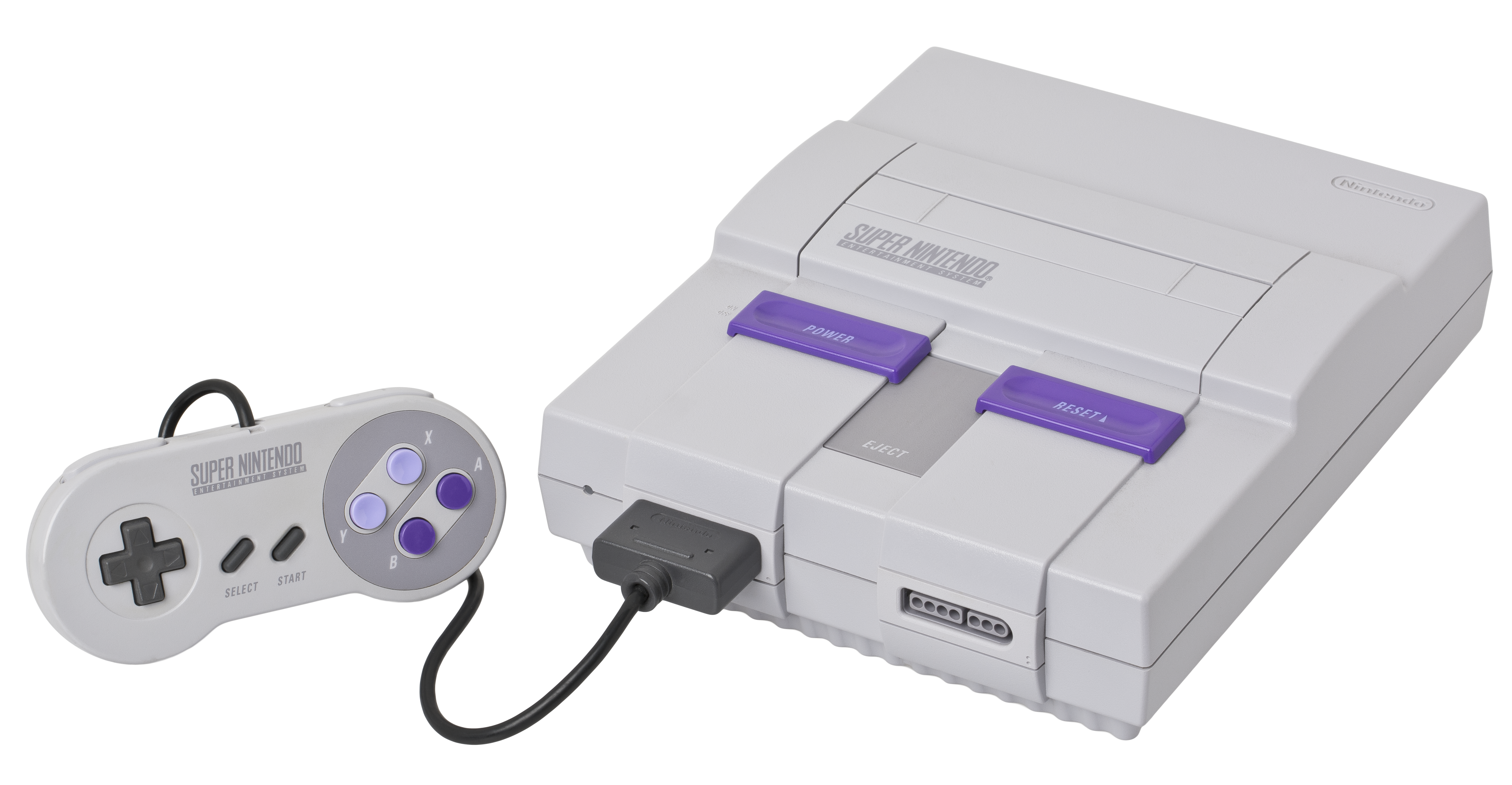
De ontwikkeling van Kirby's Fun Pak duurde langer dan gebruikelijk voor die tijd, en als gevolg daarvan kwam het laat uit in de levenscyclus van de Super Nintendo Entertainment System (afgebeeld).

Kirby's Fun Pak werd in Japan ontwikkeld door HAL Laboratory en geregisseerd door Kirby-bedenker Masahiro Sakurai. Het was het derde Kirby-spel dat hij regisseerde, na Kirby's Dream Land en Kirby's Adventure. Hoewel het een Super Nintendo Entertainment System (SNES) titel was, werd het Kirby's Fun Pak prototype ontwikkeld voor het originele Nintendo Entertainment System. Volgens Sakurai was het prototype weliswaar alleen voor intern gebruik, maar was het bijna compleet en waren sommige animaties van Kirby bijna identiek in het uiteindelijke spel. Het prototype werd gebruikt om ideeën uit te testen voordat ze in het eindproduct werden geïmplementeerd; Sakurai zei dat het makkelijker was om ideeën te ontwikkelen als het spel op een interne build draaide. HAL-president Satoru Iwata had weinig bemoeienis met het spel, en liet de ontwikkeling onder Sakurai's supervisie.
Voor Kirby's Fun Pak had Sakurai drie pijlers in gedachten. Een daarvan was coöperatieve gameplay voor twee spelers en een andere was het opnemen van acties vergelijkbaar met die in vechtspellen. De derde was een omnibus formaat. De toevoeging van coöperatieve gameplay was iets waar Shigeru Miyamoto om vroeg. Hoewel Sakurai wist dat een SNES Kirby-spel grotere, meer gedetailleerde personages en graphics zou betekenen, wilde hij eerst van Miyamoto horen voordat hij nadacht over de basis en andere belangrijke aspecten. Sakurai en Iwata reisden naar Kyoto; daar vertelde Miyamoto hen dat hij coöperatieve gameplay wilde, iets wat ongebruikelijk is in side-scrolling platformspellen. Miyamoto droomde al jaren van een coöperatief spel in zijn Super Mario-franchise, maar slaagde er tot New Super Mario Bros. Wii in 2009 niet in, vanwege de snelle gameplay van de serie. Kirby, daarentegen, speelt langzamer, dus Miyamoto dacht dat het wel mogelijk zou zijn. Sakurai dacht erover na en kwam met het idee om een hoofdspeler en een helpende speler te hebben; dit leidde tot het ontwerp van Helpers, waarvan hij dacht dat het de deur opende voor onervaren spelers.
Wat betreft het opnemen van vechtspel-achtige bewegingen, maakte Sakurai vijanden sterker. Hij deed dit omdat "de hoofdspeler gewoon messen zou slingeren en tegenstanders afmaken terwijl de helper alleen maar toekeek." Bovendien breidde hij de mogelijkheden van copy-vaardigheden uit, zodat spelers meerdere acties konden uitvoeren door op dezelfde knop te drukken, vergelijkbaar met vechtspellen. Het spel was ook het eerste in de serie waarin Kirby's uiterlijk veranderde afhankelijk van zijn kopieer-vaardigheid. Het omnibus formaat werd gekozen omdat Sakurai opmerkte dat de meeste SNES en sommige NES spellen een aanzienlijke lengte hadden, en de prijzen hoog waren. Kirby's Fun Pak diende als "de antithese van die trend," waarbij Sakurai hoopte delen met verschillende verhalen en gameplay te creëren die zowel ervaren als onervaren spelers aanspraken. Spring Breeze, een remake van Kirby's Dream Land, was ontworpen voor beginners van de spellen en is dus Fun Pak's eerste speltype. De titel is een citaat uit de Dream Land-handleiding die Kirby beschrijft als "a youth who came with the spring breeze," en werd gekozen om de eenvoud aan te geven. Oorspronkelijk was Sakurai van plan om de copy-vaardigheden te verwijderen om trouw te blijven aan het originele spel terwijl hij beginners leerde hoe ze moesten spelen, maar uiteindelijk deed hij dat niet.
De ontwikkeling duurde drie jaar, langer dan gebruikelijk voor die tijd. Dit was gedeeltelijk te wijten aan de invloed van Rare's Donkey Kong Country (1994), een spel dat CG graphics bevatte. Sakurai was er zeker van dat het gebruik van CG voordelig zou zijn, dus herwerkte het team het artwork ongeveer halverwege de ontwikkeling. Het ontwikkelingsschema van HAL verlengde ook de ontwikkeling. Sakurai was van plan een extra speltype toe te voegen, Kagero Mansion, maar zag hiervan af vanwege de tijdsdruk. Kagero Mansion was een horrorspel met de nadruk op actie en puzzel elementen; het zag Kirby vastzitten in een herenhuis en niet in staat om te inhaleren. HAL was ook van plan een move toe te voegen die Kirby in staat stelde een explosie te veroorzaken door te guarden, maar dat concept werd niet gebruikt.
Kirby's Fun Pak was een van de laatste SNES-spellen, uitgebracht slechts drie maanden voor de lancering van de opvolger van het systeem, de Nintendo 64. Uitgever Nintendo bracht het spel in Japan uit op 21 maart 1996, in Noord-Amerika op 20 september 1996, en in Europa op 23 januari 1997. In Japan is de titel Kirby of the Stars: Super Deluxe, en in de Verenigde Staten is het Kirby Super Star. De werktitel was Kirby of the Stars: Active, wat suggereerde dat het spel meer pro-actief was en meer actieve gameplay had. Mother-serie-bedenker Shigesato Itoi kwam met de uiteindelijke titel, die volgens Sakurai "laat zien hoe rijk het is aan inhoud". De Japanse verpakking was ontworpen om te lijken op een Paulownia-doos, een idee dat afkomstig was van Itoi. Dit was omdat dure sake en zilverwerk vaak wordt verkocht in Paulownia dozen, en het team dacht dat het spel speciaal was.

## Heruitgaves
Kirby's Fun Pak werd opnieuw uitgebracht op de Wii en Wii U via Nintendo's Virtual Console, een digitale distributieservice. De Wii-versie kwam in oktober 2009 uit in Japan en in mei 2010 in het Westen, en de Wii U-versie werd wereldwijd uitgebracht in mei 2013. Het spel werd ook opgenomen in Kirby's Dream Collection (2012), een compilatie van Kirby-titels voor de Wii ter ere van de twintigste verjaardag.

### Kirby Super Star Ultra
Kirby Super Star Ultra, in Japan bekend als Kirby of the Stars: Ultra Super Deluxe, is een remake van Kirby's Fun Pak voor de Nintendo DS, ontwikkeld om de 15e verjaardag van de serie te vieren. Kirby Super Star Ultra behoudt alle speltypen uit het origineel, maar voegt er vier nieuwe aan toe: Revenge of the King, een moeilijkere versie van Spring Breeze en met een uitgebreidere geconcentreerde verhaallijn; Meta Knightmare Ultra, waarin de speler levels doorkruist als Meta Knight; Helper to Hero, waarin de speler Helpers bestuurt en tegen eindbazen vecht; en True Arena, een vernieuwde versie van The Arena, met een hoger moeilijkheidsgraad. De game bevat ook drie nieuwe minigames, integratie van het DS-touchscreen, draadloze multiplayer voor maximaal vier spelers via DS Download Play, verbeterde graphics en audio, en full-motion video cutscenes.
HAL's Shinya Kumazaki leidde de productie van Kirby Super Star Ultra. Het spel heette oorspronkelijk Kirby Super Deluxe Plus, maar werd hernoemd nadat producent Masayoshi Tanimura het team had gevraagd om een fanservice te bieden die de verwachtingen van de klant overtrof. Het doel van het team was om alle speltypen van het SNES origineel te behouden; ondanks de aanzienlijke omvang van het spel, vond Kumazaki dat hij niets kon verwijderen vanwege de hoop van de fans. Er werden aanpassingen gemaakt voor nieuwe spelers, terwijl HAL erin slaagde om de multiplayer te behouden via de draadloze functionaliteit van de DS. Sommige ontwikkelaars vonden dat het spel zoveel was veranderd dat het als een nieuw product kon worden beschouwd. De verpakking werd ontworpen met een laagje glitter om het gevoel van luxe te behouden dat het Paulownia-doosontwerp aan het origineel gaf, omdat projectcoördinator Mari Shirakawa vond dat Paulownia niet bij kinderen in de smaak zou vallen. Kirby Super Star Ultra werd uitgebracht in Noord-Amerika op 22 september 2008, in Japan op 6 november 2008, en in Europa op 18 december 2009.

## Ontvangst
| Recensiescore             | Recensiescore                               |
| Recensieverzamelaar       | Score                                       |
| ------------------------- | ------------------------------------------- |
| GameRankings              | SNES: 76/100 DS: 80/100                     |
| Metacritic                | DS: 76/100                                  |
| Publicist                 | Score                                       |
| 1UP.com                   | DS: A-                                      |
| Destructoid               | DS: 8.5/10                                  |
| Electronic Gaming Monthly | SNES: 8.625/10                              |
| Eurogamer                 | DS: 6/10                                    |
| Famitsu                   | DS: 32/40                                   |
| Game Informer             | SNES: 7.25/10 DS: 7/10                      |
| Gamer.nl                  | DS: 6/10                                    |
| GameRevolution            | DS: B-                                      |
| IGN                       | (AU) DS: 8,3/10 (VS) DS: 7,9/10 Wii: 8,5/10 |
| Nintendo Life             | Wii:                                        |

Kirby's Fun Pak was zowel een kritisch als commercieel succes en verkocht meer dan een miljoen exemplaren in Japan. Het kreeg 'gunstige' reviews volgens de review aggregatie website GameRankings, en wordt algemeen beschouwd als een van de beste games van de franchise. De vier recensenten van Electronic Gaming Monthly waren vol lof over de grote hoeveelheid content, de gelijktijdige twee-speler modus, de graphics en Kirby's kracht-absorberende vermogen. Captain Cameron van GamePro gaf het een perfecte 5 op 5 voor geluid, besturing, en fun factor, en een 4.5 op 5 voor graphics. Hij merkte op dat "De perfecte uitvoering van de gevarieerde besturing leidt tot eenvoudig maar charmant plezier." Bij de beoordeling van de Virtual Console-uitgave prees Nintendo Life de "indrukwekkende" muziek en de "kleurrijke" beelden.
Kirby Super Star Ultra kreeg lovende kritieken van de recensie-aggregatiewebsite Metacritic. In Japan gaf Famitsu het spel een score van 32 op 40. 1UP prees het spel voor zijn multiplayer en beschreef het als "uitstekend", maar merkte op dat het niet erg moeilijk was en dat het level design niet zo ingewikkeld was als in de Mario-spellen. IGN's Craig Harris zei dat het spel leuk is, maar wel een beetje aan de makkelijke kant.
Electronic Gaming Monthly noemde Kirby's Fun Pak een 'runner-up' voor Side-Scrolling Game of the Year (achter Guardian Heroes). GamesRadar+ rangschikte het spel op plek 19 in hun lijst van "The Best SNES Game of All Time."
Op 11 december 2008 werd Kirby Super Star Ultra een Famitsu Gold-titel. Gemeten op 11 januari 2009 zijn er van Kirby Super Star Ultra 1.021.000 exemplaren verkocht in Japan. Het was ook het negende best verkochte spel van Japan in 2008. Vanaf december 2008 was het het vijfde best verkochte Nintendo DS-spel in de VS.

## Nalatenschap
Veel van de muziektracks in Kirby's Fun Pak zijn geremixt in verschillende spellen, zoals de Super Smash Bros.-serie; het Nintendo 64-spel had bijvoorbeeld een nieuwe versie van het Gourmet Race-thema als Kirby's themalied.
Kirby's Fun Pak werd beschikbaar gesteld op de Wii Virtual Console in Japan op 13 oktober 2009, in Noord-Amerika op 17 mei 2010 en in de PAL-regio op 28 mei 2010. De Wii U Virtual Console-versie werd uitgebracht in Japan op 1 mei 2013 en in Noord-Amerika en Europa op 23 mei 2013. Bij de release in Europa voor de Wii U Virtual Console werd de Noord-Amerikaanse versie meegeleverd in plaats van de Europese versie. Het was ook een van de spellen in Kirby's Dream Collection, dat voor de Wii werd uitgebracht ter ere van het 20-jarig bestaan van de serie.
Meta Knight's vliegende slagschip, de Halberd, zou opnieuw verschijnen in Kirby: Mouse Attack, Super Smash Bros. Brawl, Kirby's Epic Yarn, Super Smash Bros. voor Wii U, en Kirby: Planet Robobot.
Een vechtarena gebaseerd op The Great Cave Offensive verschijnt in Super Smash Bros. voor Wii U. In verwijzing naar de omvang van de gelijknamige modus, is de arena een van de grootste arena's in de catalogus van het spel, en ondersteunt dus maximaal acht spelers. Het bevat een unieke mechaniek genaamd de "Danger Zones", 'stage hazards' die onmiddellijk elke vechter KO'd waarvan de schade percentages hoger zijn dan 100%. De arena werd ook opgenomen in Super Smash Bros. Ultimate.
Het spel is ook opgenomen in de Super NES Classic Edition.
In 2021 arrangeerden Charlie Rosen en Jake Silverman de compositie, "Meta Knight's Revenge", voor The 8-Bit Big Band. Hun cover kreeg vervolgens een Grammy-nominatie voor Best Arrangement, Instrumental or A Cappella.